# عشره مبشره
عَشرَه مُبَشَّره (عربی: العشرة المبشرون بالجنة‎)؛ ده تن از نخستین مسلمانان بودند که بر اساس روایت اهل سنت، محمد پیامبر اسلام (ح. ۵۷۰–۶۳۲) به آنها وعده بهشت داده است. نام آنها در حدیثی که عبدالرحمن بن عوف و سعید بن زید از محمد پیامبر اسلام روایت کرده‌اند، آمده است:
ابوبکر در بهشت است، عمر در بهشت است، عثمان در بهشت است، علی در بهشت است، طلحه در بهشت است، زبیر در بهشت است، عبدالرحمن در بهشت است، سعد در بهشت است، سعید در بهشت است و ابوعبیده در بهشت است.— محمد پیامبر اسلام

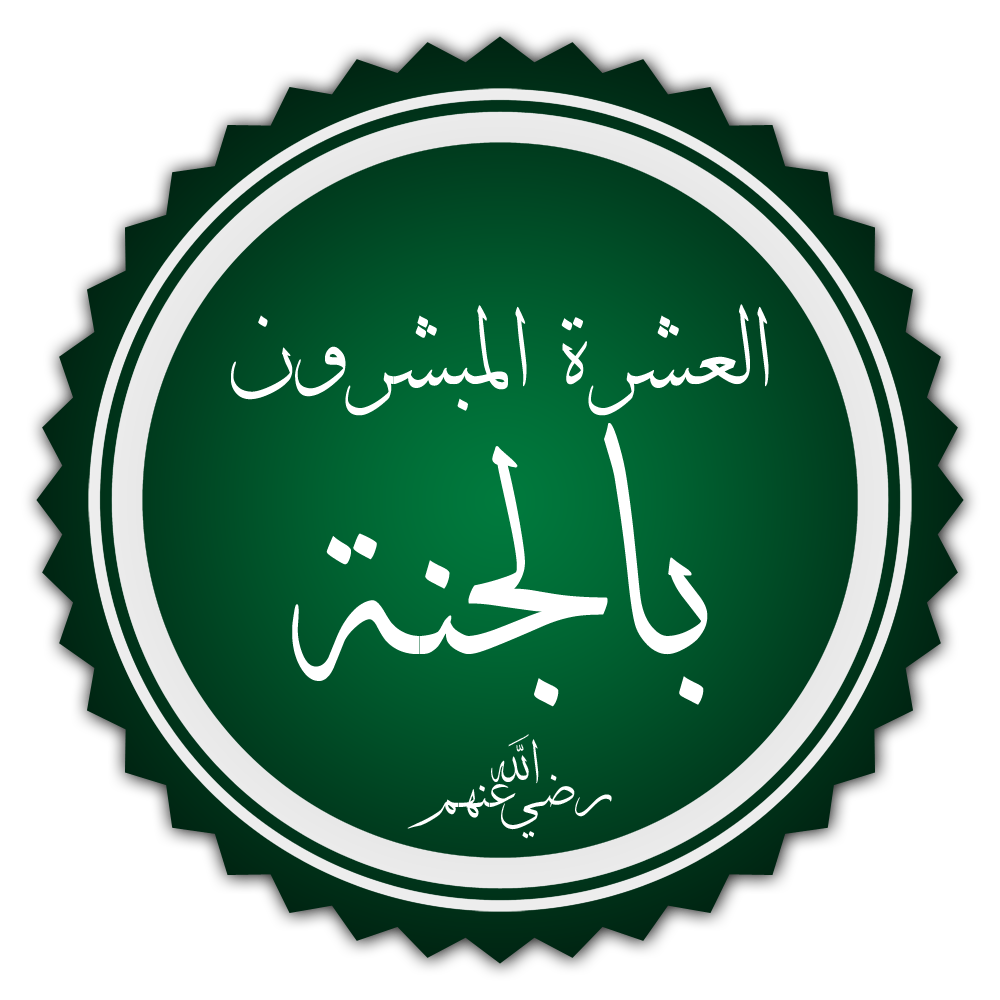
خوشنویسی اسلامی عبارت «عشره مبشره»

به جز عشره مبشره در میان صحابه، کسانی بودند که به بهشت به آنان بشارت داده شده است، مانند خدیجه بنت خویلد، عبدالله بن سلام و عکاشة بن محصن. با این حال، اصطلاح «عشره مبشره» به این دلیل مشهور شد که بشارت آنها در یک حدیث آمده است.

## فهرست عشره مبشره
| تصویر | نام                                           | زندگانی                                                          | محل دفن                                                  | توضیح |
| ----- | --------------------------------------------- | ---------------------------------------------------------------- | -------------------------------------------------------- | --- |
|       | ابوبکر عبدالله بن ابی‌قُحافه تیمی قریشی         | (۵۰ ق. هـ–۱۳ هـ/۵۷۳–۶۳۴ م.                                       | در مسجدالنبی، در کنار محمد و عمر بن خطاب                 | او نخستین خلیفه راشدین، نخستین مردی است که به اسلام گروید و وزیر محمد پیامبر اسلام، همراه و یار او در طول هجرتش از مکه به مدینه بود. با ابوبکر به عنوان نخستین خلیفه بیعت شد و او مدیریت امور حکومت اسلامی را آغاز کرد. تعیین فرمانداران، قضاوت و هدایت ارتش. بسیاری از قبایل عرب از اسلام مرتد شدند، بنابراین او شروع به جنگ با آنها کرد و ارتش‌هایی را برای جنگ با آنها فرستاد تا اینکه کل شبه‌جزیره عربستان را تحت سلطه اسلام درآورد. هنگامی که جنگ‌های ارتداد پایان یافت، ابوبکر شروع به هدایت ارتش‌های اسلامی برای فتح عراق و شام کرد، بنابراین او بیشتر عراق و بخش بزرگی از شام را فتح کرد. |
|       | ابوحفص عمر بن خطاب عدوی قریشی                 | (۴۰ ق. هـ–۲۶ ذی‌الحجه ۲۳ هـ میان سال‌های ۵۸۶ و ۵۹۰–۷ نوامبر ۶۴۴ م) | در مسجدالنبی، در کنار محمد و ابوبکر                      | او دومین خلیفه از خلفای راشدین، که ملقب به «امیرالمؤمنین» و «فاروق» است. در دوران حکومت او، اسلام به سطح بالایی رسید و دامنه حکومت اسلامی گسترش یافت تا جایی که تمام عراق، مصر، لیبی، شام، ایران، خراسان، آناتولی شرقی، ارمنستان جنوبی، سیستان و اورشلیم را دربر گرفت. بدین ترتیب، حکومت اسلامی تمام سرزمین‌های شاهنشاهی ساسانی و حدود دو سوم امپراتوری بیزانس را دربر گرفت. او بنیانگذار گاه‌شماری هجری قمری است. |
|       | ابوعبدالله عثمان بن عفان اموی قریشی           | (۴۷ ق. هـ–۳۵ هـ/۵۷۶–۶۵۶ م)                                       | در قبرستان بقیع                                          | او سومین خلیفه از خلفای راشدین و یکی از نخستین کسانی که به اسلام گروید. او به دلیل ازدواج با دو دختر محمد پیامبر اسلام، «دوالنورین» نامیده می‌شد. او همچنین اولین کسی بود که به سرزمین حبشه مهاجرت کرد. عثمان پس از مشورتی که پس از درگذشت عمر بن خطاب انجام شد، به عنوان خلیفه برگزیده شد و خلافت او حدود دوازده سال به طول انجامید. قرآن در دوران خلافت او گردآوری شد، مسجدالحرام و مسجدالنبی گسترش یافت. در دوران خلافت او، قفقاز، خراسان بزرگ، کرمان، سیستان، آفریقا و قبرس در دوران خلافت او فتح شدند و همچنین نخستین ناوگان دریایی اسلامی را تأسیس کرد. در نیمه دوم خلافتش، در حوادث فتنه اول کشته شد. |
|       | ابوالحسن علی بن ابی‌طالب هاشمی قریشی           | (۱۳ رجب ۲۳ ق. هـ/۱۷ مارس ۵۹۹ م. –۲۱ رمضان ۴۰ هـ/۲۷ ژانویه ۶۶۱ م) | مسجد کوفه (نزد اهل سنت)، حرم علی بن ابی‌طالب (نزد شیعیان) | پسر عمو، داماد محمد و شوهر دخترش فاطمه، و او چهارمین نفر از خلفای راشدین است، و او دومین یا سومین نفری است که اسلام آورد، و اولین پسر از پسرانی است که به اسلام گروید. او در سال ۳۵ هجری (۶۵۶ میلادی) در مدینه به خلافت رسید و پنج سال و سه ماه خلافت کرد. جنگ‌های زیادی به دلیل فتنه‌هایی که امتداد فتنه قتل عثمان بودند، رخ داد که اولین آنها جنگ جمل و سپس نبرد صفین بود. گروهی که به خوارج معروف بودند، علیه علی شورش کردند و او آنها را در نبرد نهروان شکست داد. گروه‌هایی پدید آمدند که با او دشمنی ورزیدند و حکومت و سیاست او را انکار کردند و آنها را ناصبی نامیدند و شاید برجسته‌ترین آنها خوارج بودند. او در رمضان سال ۴۰ هجری (۶۶۱ میلادی) به دست عبدالرحمن بن ملجم کشته شد.                                                             |
|       | زبیر بن عوام اسدی قریشی                       | (۲۸ ق. هـ–۳۶ هـ/۵۹۴–۶۵۶ م)                                       | بصره                                                     | پسر عمه محمد پیامبر اسلام، و یکی از هشت نفر نخستین بود که به اسلام گرویدند. او را «حواری رسول اللّٰه» می‌نامند، زیرا محمد دربارهٔ او گفته است:هر پیامبری شاگردی دارد و شاگرد من زبیر است.— محمد، همسر او اسما بنت ابی‌بکر بود که به ذات النطاقین ملقب بود. او در تمام غزوات دوران پیامبر شرکت داشت و در فتح مصر نیز حضور داشت. عمر بن خطاب او را یکی از شش نفر شورای خلافت پس از خود منصوب کرد. پس از قتل عثمان بن عفان، او به بصره رفت و از قاتلان عثمان قصاص خواست، و توسط عمرو بن جرموز در جنگ جمل کشته شد. |
|       | طلحه بن عبیدالله تیمی قریشی                   | (۲۸ق. هـ–۳۶ هـ/۵۹۴–۶۵۶ م)                                        | بصره                                                     | او یکی از هشت نفر نخستین بود که به اسلام گرویدند، محمد دربارهٔ او گفته است که او «شهیدی است که روی زمین راه می‌رود». و گفته است:هر که می‌خواهد شهیدی را ببیند که بر زمین راه می‌رود، به طلحة بن عبیدالله بنگرد.— محمد او در تمام غزوات محمد به جز غزوه بدر که در شام بود، شرکت داشت. او از جمله کسانی بود که در غزوه احد از محمد دفاع کرد تا اینکه دستش فلج شد و تا زمان مرگش نیز فلج ماند. عمر بن خطاب او را یکی از شش نفر شورای خلافت پس از خود منصوب کرد. پس از قتل عثمان بن عفان، او به بصره رفت و از قاتلان عثمان قصاص خواست، و در جنگ جمل کشته شد. |
|       | عبدالرحمن بن عوف زهری قریشی                   | (۴۳ ق. هـ–۳۲ هـ/۵۸۰–۶۵۶ م)                                       | قبرستان بقیع                                             | او یکی از هشت نفر نخستین بود که به اسلام گرویدند. گفته می‌شود نام او در دوران جاهلیت عبد عمرو یا عبدالکعبه بوده و پس گرویدن به اسلام سپس محمد او را عبدالرحمن نامید. او در تمام غزوات از جمله در غزوه دومةالجندل که فرمانده سپاه مسلمانان بود شرکت داشت و محمد در غزوه تبوک پشت سر او اقتدا کرد نماز خواند. عمر بن خطاب همیشه با او مشورت می‌کرد و او را یکی از شش نفر شورای خلافت پس از خود منصوب کرد. عبدالرحمن تاجری ثروتمند و سخاوتمند بود. |
|       | سعید بن زید عدوی قریشی                        | (۲۲ ق. هـ–۵۱ هـ/۶۰۰–۶۷۱ م)                                       | قبرستان بقیع                                             | سعید یکی از اولین کسانی که به اسلام گروید، پس از سیزده مرد به اسلام گروید. پدرش، زید بن عمرو در دوران جاهلیت پیرو دین حنیف بود. او فقط خدا را می‌پرستید و به بت‌ها سجده نمی‌کرد. او پسر عموی عمر بن خطاب بود و خواهرش عاتکه بنت زید، همسر عمر بود. همسرش وی فاطمه بنت خطاب، خواهر عمر بود که سعید و فاطمه دلیل اسلام آوردن عمر بن خطاب بودند. سعید در تمام غزوات به جز غزوه بدر، همراه پیامبر بود. او در نبرد یرموک، محاصره و فتح دمشق شرکت داشت و ابوعبیده بن جراح او را بر دمشق گماشت، بنابراین او اولین مسلمانی بود که به عنوان نماینده در دمشق فعالیت کرد. |
|       | سعد بن ابی‌وقاص مالک زهری قریشی                | (۲۳ ق. هـ یا ۲۷ ق. هـ–۵۵ هـ/۵۹۵ یا ۵۹۹–۶۷۴ م)                    | قبرستان بقیع                                             | سعد یکی از هشت نفر نخستین بود که اسلام آوردند، و او اولین کسی بود که در راه خدا جهاد کرد، و محمد به او گفت:پدر و مادرم فدای تو باد— محمد، او یکی از دایی‌های محمد بود. عمر بن خطاب او را به فرماندهی لشکرهایی که برای جنگ با ایرانیان می‌فرستاد، منصوب کرد و او در نبرد قادسیه پیروز شد. او همچنین در نبرد جلولا لشکری را برای جنگ با ایرانیان فرستاد و آنها را شکست دادند. او کسی بود که مدائن را فتح کرد. او یکی از رهبران فتح اسلامی ایران و اولین فرماندار کوفه بود شهری که به دستور عمر در سال ۱۷ هجری تأسیس شد. عمر بن خطاب او را یکی از شش نفر شورای خلافت پس از خود منصوب کرد. سعد از فتنه اول بین علی و معاویه بن ابی‌سفیان کناره‌گیری کرد و او آخرین نفر از مهاجرین بود که درگذشت. او در تمام فتوحات محمد حضور داشت و تیرانداز ماهری بود. |
|       | ابوعبیده عامر بن عبدالله بن الجراح فهری قریشی | (۴۰ ق. هـ–۱۸ هـ/۵۸۴–۶۳۹ م)                                       | دره اردن                                                 | او یکی از هشت نفر نخستین بود که به اسلام گرویدند، محمد به او لقب «امین امت» را داد و دربارهٔ او می‌گفت: ای امت هر امتی امینی دارد و امین ما، ابوعبیده بن الجراح است.»— محمد او در همه غزوات همراه محمد بود. ابوعبیده یکی از چهار فرماندهی بود که توسط ابوبکر برای فتح شام منصوب شد. وقتی عمر بن خطاب به خلافت رسید، خالد بن ولید را برکنار کرد و از ابوعبیده استفاده کرد. ابوعبیده موفق شد دمشق و سایر شهرها و روستاهای شام را فتح کند. در سال ۱۸ هجری قمری، مطابق با ۶۳۹ میلادی، ابوعبیده بر اثر طاعون در دره اردن درگذشت و در همان‌جا دفن شد. |

## اسناد حدیث عشره مبشره
اسناد حدیث عشره مبشره در کتب حدیث اهل‌سنت متعدد است و برجسته‌ترین اسناد حدیث عبارتند از:
- روایت ابوداوود سلیمان در سنن ابوداود:
  - از حفص بن عمر نمری، از حر بن سیاح، از عبدالرحمن بن اخنس، که او در مسجد بود که مردی از علی یاد کرد، پس سعید بن زید برخاست و حدیث را بیان کرد.
  - از ابوکامل، از عبدالواحد بن زیاد، از صدقه بن مثنی نخعی، از جدش ریاح بن حارث، سپس داستانی را ذکر کرد که در آن سعید بن زید حدیث را بیان کرده بود.
- محمد ترمذی از حدیث صالح بن مسمار مروزی، از ابن ابی‌فدیک، از موسی بن یعقوب، از عمر بن سعید، از عبدالرحمن بن حمید، از پدرش روایت کرده است که سعید بن زید این حدیث را در جمعی برای او روایت کرد.
- احمد نسائی آن را در سنن نسایی خود از روایت محمد بن آبان، از محمد بن اسماعیل بن ابی‌فدیک روایت کرده است، سپس همان سند را که ترمذی ذکر کرده است، ذکر کرده است.
- ابن ماجه در سنن ابن ماجه خود، باب «فضایل اصحاب رسول‌الله، بخش «فضایل عشره» روایت کرده است.
- روایت شده توسط احمد بن حنبل در مسند احمد بن حنبل: مسند عشره مبشره، مسند بقیه عشره مبشره، مسند سعید بن زید، حدیث شماره ۱۵۸۷.
- روایت ابن حبان:
  - از ابوخلیفه، از الهودی (حفص بن عمر)، از شعبه بن حجاج، از حر بن سیاح. سپس همین سند را از طریق ابوداوود سلیمان ذکر کرده است.
  - از محمد بن اسحاق بن ابراهیم، موکل ثقیف، از قتیبه بن سعید، از عبدالعزیز بن محمد، از عبدالرحمن بن حمید بن عبدالرحمن، از پدرش، از عبدالرحمن بن عوف، با همین سند. همچنین از ابوعبیده بن جراح نام برده شده است.
- روایت حاکم نیشابوری در المستدرک علی الصحیحین:
  - از حدیث ابوبکر بن اسحاق، از علی بن عبدالعزیز و محمد بن غالب، از ابو حذیفه، و دعلج بن احمد سجزی در بغداد، از عبدالعزیز بن معاویه بصری، از ابو حذیفه، از سفیان، از منصور، از هلال بن یساف، از عبدالله بن ضلیم، از سعید بن زید، با این سند. همچنین از عبدالله بن مسعود با آن ده نفر نام برده شده است.
  - از سند ابو علی حافظ، از ابراهیم بن ضحیم دمشقی، از پدرش، از ابن ابی فدیک.
- ابن ابی‌عاصم در کتاب «الأحد و المثانی» از خلیفه بن خیاط، از قتیبه بن سعید، از عبدالعزیز بن محمد، از عبدالرحمن، از پدرش عبدالرحمن بن عوف روایت کرده است. همچنین از ابوعبیده بن جراح نام برده شده است.
- ابویعلی از زهیر بن معاویه، از قتیبه بن سعید روایت کرده است.
- بزار از حمزه بن عون مسعودی، از محمد بن قاسم اسدی، از سفیان، شریک و ابن عیاش، از عاصم، از زر بن حبیش، از علی، با این سند روایت کرده است.

## دیگر بشارت دهنده شدگان
اهل سنت ثابت می‌کنند که محمد به بسیاری از صحابه، غیر از عشره مبشره، بشارت بهشت داده است. او به افراد به نام و به همه گروه‌ها بشارت داده است. افرادی مانند خدیجه بنت خویلد، عبدالله بن سلام، عکاشة بن محصن، ثابت بن قیس، عبدالله بن مسعود، حسن، حسین و دیگران که نامشان ذکر نشده است. چنان‌که در حدیث آمده است: «یک عرب نزد محمد آمد و گفت: «عملی را به من نشان دهید که اگر آن را انجام دهم، وارد بهشت شوم». محمد گفت: «خدا را بپرستید و چیزی را با او شریک قرار ندهید، نماز فرض را برپا دارید، زکات واجب را بپردازید و ماه رمضان را روزه بگیرید». مرد عرب گفت: «سوگند به کسی که جانم در دست اوست، بیش از این انجام نمی‌دهم». وقتی مرد عرب از محمد روی برگرداند، محمد گفت: «هر کس دوست دارد به مردی از اهل بهشت نگاه کند، به این شخص نگاه کند.» این گروه‌ها مانند اصحاب بیعت رضوان که حدود سیصد نفر هستند. صحابه در غزوه بدر شرکت کردند و هزار و چهارصد نفر در صلح حدیبیه و گفته شده هزار و پانصد نفر در آن حضور داشتند.

## نظر اهل‌سنت
اهل سنت و جماعت معتقدند که به آن ده نفر بشارت بهشت داده شده است. برخی از تابعین به روایات متواتر بشارت بهشت یقین داشتند. شعبی می‌گوید: 
من پانصد نفر از صحابه پیامبر را ملاقات کردم و همه آنها گفتند: ابوبکر، عمر، عثمان، علی، طلحه و زبیر در بهشت هستند.»— عمر الشعبی، 

ابن قدامه می‌گوید:
ما به بهشتی بودن آن ده نفر گواهی می‌دهیم، همان‌طور که پیامبر به آنها گواهی داد.— ابن قدامه
 ابن عثیمین می‌گوید:
اهل بهشت بسیارند و در میان آنها ده نفری هستند که به بهشت بشارت داده شده‌اند و به‌طور خاص با این توصیف توصیف شده‌اند؛ زیرا پیامبر آنها را در یک حدیث گرد هم آورده است.— ابن عثیمین، 
 قاضی عیاض می‌گوید: 
این خبر از پیامبر است که ابوبکر، عمر و عثمان از اهل بهشت هستند و یقین برای آنها مانند همان چیزی است که ایشان از معنای آن به ما خبر داده‌اند.— قاضی عیاض
 طحاوی در «العقیده الطحاویه» می‌گوید:
ده نفری که محمد پیامبر اسلام نام برد و به بهشت بشارت داد، ما به خاطر شهادت پیامبر و گفتار درست او، شهادت می‌دهیم که آنها در بهشت خواهند بود: آنها ابوبکر، عمر، عثمان، علی، طلحه، زبیر، سعد، سعید، عبدالرحمن بن عوف و ابوعبیده بن جراح هستند.— طحاوی، 